# Alla ricerca di Gregory
Alla ricerca di Gregory (In Search of Gregory) è un film del 1969, diretto da Peter Wood.

## Trama
La giovane Catherine Morelli parte da Roma, dove vive, per andare a Ginevra, dove si svolgerà la cerimonia nuziale di suo padre che sta per sposarsi. Max, il padre, la presenta a Gregory Mulvey, un possibile pretendente per lei. Inizierà così una caccia quasi ossessivamente compulsiva, alla ricerca di una fantasia che risponde al nome di Gregory.

## Produzione
Il film fu prodotto dalla Vera Films S.p.a. e dalla Vic Films Productions.
Venne girato a in Francia, in Germania, a Ginevra e in Italia, a Milano. All'epoca, Julie Christie era una delle attrici più famose al mondo e accettò di girare il film perché le offriva la possibilità di trovarsi poco lontano dal set dove si trovava il suo fidanzato di quel periodo, l'attore Warren Beatty, che stava girando insieme a Elizabeth Taylor L'unico gioco in città.

## Distribuzione
Il film fu proiettato per la prima volta a Barcellona, il 29 marzo 1970. Nel Regno Unito, il film fu distribuito dalla J. Arthur Rank Film Distributors, uscendo a Londra nel maggio 1970. Sempre nello stesso mese, fu distribuito anche negli Stati Uniti (6 maggio) e in Italia (9 maggio). In Francia uscì nel gennaio 1971 e in Portogallo il 2 luglio 1971.